# Krumme Lutter
Die Krumme Lutter ist einer der beiden Quellflüsse der Lutter im Südharz, nördlich von Bad Lauterberg im Landkreis Göttingen in Niedersachsen. Sie entspringt auf unter 620 m Höhe an der Aschentalshalbe und fließt danach in Richtung Süden an den ehemaligen Schwerspat-Gruben Wolkenhügel und Hoher Trost vorbei, ehe sie in Kupferhütte mit der Graden Lutter zur Lutter zusammenfließt.